# Unione Sportiva Livorno 1946-1947
Questa voce raccoglie le informazioni riguardanti l'Unione Sportiva Livorno nelle competizioni ufficiali della stagione 1946-1947.

## Stagione
Nella stagione 1946-47 la Serie A viene riunificata in un campionato a 20 squadre, un torneo interminabile con 38 giornate. La società labronica riprende la vecchia denominazione di Unione Sportiva Livorno. Il portiere Gino Merlo avvicenda il "vecchio" Porthus Silingardi, vi è poi l'ingaggio di una futura bandiera come Mido Bimbi. L'allenatore è ancora Ivo Fiorentini che viene esonerato dopo sette partite per gli scarsi risultati ottenuti, al suo posto torna Enzo Carpitelli. Il Livorno con 33 punti ottiene una tranquilla salvezza in un torneo dominato dal grande Torino che vince lo scudetto con 63 punti, 10 in più della Juventus seconda con 53 punti, terzo il Modena con 51 punti.

## Rosa
| N. |                   | Ruolo | Calciatore          |
| -- | ----------------- | ----- | ------------------- |
|    | Italia (bandiera) | P     | Gino Merlo          |
|    | Italia (bandiera) | P     | Aristide Nascenzi   |
|    | Italia (bandiera) | D     | Eto Soldani         |
|    | Italia (bandiera) | D     | Ermelindo Lovagnini |
|    | Italia (bandiera) | D     | Giuseppe Braccini   |
|    | Italia (bandiera) | C     | Ostilio Capaccioli  |
|    | Italia (bandiera) | C     | Leo Picchi          |
|    | Italia (bandiera) | C     | Umberto Mannocci    |
|    | Italia (bandiera) | C     | Severino Feruglio   |
|    | Italia (bandiera) | C     | Mido Bimbi          |
|    | Italia (bandiera) | C     | Piero Antoni        |

| N. |                   | Ruolo | Calciatore       |
| -- | ----------------- | ----- | ---------------- |
|    | Italia (bandiera) | A     | Mario Stua       |
|    | Italia (bandiera) | A     | Renato Raccis    |
|    | Italia (bandiera) | A     | Pietro Degano    |
|    | Italia (bandiera) | A     | Teresio Piana    |
|    | Italia (bandiera) | A     | Marcello Taccola |
|    | Italia (bandiera) | A     | Mario Zidarich   |
|    | Italia (bandiera) | A     | Silvano Grassi   |
|    | Italia (bandiera) | A     | Loris Onida      |
|    | Italia (bandiera) | A     | Menotti Cecchi   |
|    | Italia (bandiera) | A     | Franco Grillone  |

## Risultati

### Campionato

#### Girone di andata
| Arbitro: | Gemini (Roma) |

|                                                         |           |  |
| Busani 2’ Di Benedetti 55’ Verrina 81’ Di Benedetti 90’ | Marcatori |  |

| Arbitro: | Bertolio (Torino) |

|                                                  |           |            |
| Raccis 21’ Taccola I 42’ Picchi I 49’ Degano 56’ | Marcatori | 52’ Amadei |

| Arbitro: | Camiolo (Milano) |

|                       |           |                         |
| Suppi 20’ Badiali 31’ | Marcatori | 18’ Raccis 59’ Picchi I |

| Livorno 13 ottobre 1946 4ª giornata | Livorno          | 0 – 0 | Atalanta | Stadio Ardenza\| Arbitro: \| Carpani (Milano) \| |
| Arbitro:                            | Carpani (Milano) |       |          |                                                  |

| Genova 20 ottobre 1946 5ª giornata | Genoa              | 0 – 0 | Livorno | Stadio Luigi Ferraris\| Arbitro: \| Canavesio (Torino) \| |
| Arbitro:                           | Canavesio (Torino) |       |         |                                                           |

| Livorno 27 ottobre 1946 6ª giornata | Livorno         | 0 – 0 | Bari | Stadio Ardenza\| Arbitro: \| Cappucci (Roma) \| |
| Arbitro:                            | Cappucci (Roma) |       |      |                                                 |

| Arbitro: | Bertolio (Torino) |

|              |           |                |
| Zidarich 40’ | Marcatori | 70’ Puccinelli |

| Arbitro: | Dellarole (Roma) |

|  |           |            |
|  | Marcatori | 86’ Cecchi |

| Arbitro: | Boffardi (Genova) |

|                              |           |                       |
| Carapellese 29’ Tosolini 61’ | Marcatori | 35’ Degano 77’ Raccis |

| Arbitro: | Dattilo (Roma) |

|            |           |           |
| Grassi 64’ | Marcatori | 34’ Taiti |

| Arbitro: | Limido (Milano) |

|                                         |           |                            |
| Mazzola 10’ Gabetto 15’ Castigliano 41’ | Marcatori | 62’ Stua 83’ (rig.) Raccis |

| Arbitro: | Carpani (Milano) |

|                                         |           |            |
| Pietruzzi 16’ Arezzi 63’ Armano 66’ 87’ | Marcatori | 70’ Raccis |

| Arbitro: | Zambotto (Padova) |

|                                             |           |  |
| Raccis 72’ Capaccioli 73’ Raccis 75’ (rig.) | Marcatori |  |

| Livorno 29 dicembre 1946 14ª giornata | Livorno        | 0 – 0 | Venezia | Stadio Ardenza\| Arbitro: \| Gamba (Napoli) \| |
| Arbitro:                              | Gamba (Napoli) |       |         |                                                |

| Arbitro: | Bertolio (Torino) |

|            |           |  |
| Romani 77’ | Marcatori |  |

| Arbitro: | Scotti (Taranto) |

|           |           |            |
| Bovio 30’ | Marcatori | 71’ Raccis |

| Livorno 19 gennaio 1947 17ª giornata | Livorno          | 0 – 0 | Sampdoria | Stadio Ardenza\| Arbitro: \| Dellarole (Roma) \| |
| Arbitro:                             | Dellarole (Roma) |       |           |                                                  |

| Arbitro: | Vannini (Bologna) |

|                            |           |           |
| Muccinelli 51’ Astorri 54’ | Marcatori | 69’ Piana |

| Arbitro: | Zilli (Reggio Emilia) |

|                                 |           |  |
| Raccis 11’ Piana 72’ Degano 79’ | Marcatori |  |

#### Girone di ritorno
| Arbitro: | Carpani (Milano) |

|                       |           |                           |
| Stua 43’ Mannocci 87’ | Marcatori | 11’ Andreolo 56’ Barbieri |

| Arbitro: | Canavesio (Torino) |

|  |           |              |
|  | Marcatori | 35’ Picchi I |

| Arbitro: | Dattilo (Roma) |

|                        |           |           |
| Taccola I 7’ Piana 53’ | Marcatori | 85’ Suppi |

| Arbitro: | Galeati (Bologna) |

|                                            |           |               |
| Kincses 13’ Manente 40’ (rig.) Kincses 60’ | Marcatori | 18’ Taccola I |

| Arbitro: | Pieri (Trieste) |

|          |           |                |
| Stua 19’ | Marcatori | 4’ Dalla Torre |

| Arbitro: | Zilli (Reggio Emilia) |

|                   |           |              |
| Maestrelli 8’ 22’ | Marcatori | 25’ Picchi I |

| Arbitro: | Scotto (Savona) |

|                                       |           |  |
| Ispiro 31’ Flamini 63’ Lombardini 84’ | Marcatori |  |

| Arbitro: | Boffardi (Genova) |

|                    |           |                       |
| Raccis 2’ Stua 46’ | Marcatori | 28’ Penzo 44’ Paolini |

| Arbitro: | Gamba (Napoli) |

|                     |           |                               |
| Raccis 9’ Piana 57’ | Marcatori | 72’ Puricelli 90’ Carapellese |

| Arbitro: | Pieri (Trieste) |

|             |           |  |
| Biavati 36’ | Marcatori |  |

| Arbitro: | Gemini (Roma) |

|  |           |                             |
|  | Marcatori | 10’ Castigliano 79’ Gabetto |

| Arbitro: | Scotto (Savona) |

|                              |           |                          |
| Raccis 17’ 49’ Piana 53’ 78’ | Marcatori | 32’ Coscia 83’ Tortarolo |

| Arbitro: | Gemini (Roma) |

|  |           |                         |
|  | Marcatori | 35’ 40’ Raccis 41’ Stua |

| Arbitro: | Boffardi (Genova) |

|                    |           |  |
| Tortora 44’ (rig.) | Marcatori |  |

| Arbitro: | Dattilo (Roma) |

|  |           |                |
|  | Marcatori | 65’ Del Medico |

| Arbitro: | Zilli (Reggio Emilia) |

|                          |           |          |
| Degano 28’ Piana 37’ 52’ | Marcatori | 27’ Muci |

| Arbitro: | Agnolin (Bassano del Grappa) |

|                  |           |               |
| Bassetto 61’ 83’ | Marcatori | 23’ Taccola I |

| Arbitro: | Carpani (Milano) |

|                         |           |                                    |
| Picchi I 25’ Raccis 28’ | Marcatori | 39’ (rig.) Candiani 81’ Muccinelli |

| Arbitro: | Marchetti (Milano) |

|                                                                 |           |                      |
| Conti II 7’ Carraro 23’ Begnini 64’ Rebuzzi I 73’ Quaresima 77’ | Marcatori | 14’ Raccis 61’ Piana |

## Statistiche

### Statistiche di squadra
| Competizione | Punti | In casa | In casa | In casa | In casa | In casa | In casa | In trasferta | In trasferta | In trasferta | In trasferta | In trasferta | In trasferta | Totale | Totale | Totale | Totale | Totale | Totale | DR |
| Competizione | Punti | G       | V       | N       | P       | Gf      | Gs      | G            | V            | N            | P            | Gf           | Gs           | G      | V      | N      | P      | Gf     | Gs     | DR |
| ------------ | ----- | ------- | ------- | ------- | ------- | ------- | ------- | ------------ | ------------ | ------------ | ------------ | ------------ | ------------ | ------ | ------ | ------ | ------ | ------ | ------ | -- |
| Serie A      | 33    | 19      | 6       | 11      | 2       | 30      | 19      | 19           | 3            | 4            | 12           | 19           | 36           | 38     | 9      | 15     | 14     | 49     | 55     | -6 |

### Statistiche dei giocatori
| Giocatore     | Serie A  | Serie A |
| Giocatore     | Presenze | Reti    |
| ------------- | -------- | ------- |
| P. Antoni     | 1        | 0       |
| M. Bimbi      | 14       | 0       |
| G. Braccini   | 4        | 0       |
| O. Capaccioli | 36       | 1       |
| M. Cecchi     | 2        | 1       |
| P. Degano     | 35       | 4       |
| S. Feruglio   | 17       | 0       |
| S. Grassi     | 12       | 1       |
| F. Grillone   | 1        | 0       |
| E. Lovagnini  | 34       | 0       |
| U. Mannocci   | 28       | 1       |
| G. Merlo      | 37       | -55     |
| A. Nascenzi   | 1        | 0       |
| L. Onida      | 2        | 0       |
| T. Piana      | 24       | 9       |
| L. Picchi     | 29       | 5       |
| R. Raccis     | 37       | 17      |
| E. Soldani    | 38       | 0       |
| M. Stua       | 37       | 5       |
| M. Taccola    | 16       | 4       |
| M. Zidarich   | 13       | 1       |